# 피나물
'피나물은 양귀비과의 식물이다. 피나물속(Hylomecon)의 유일종이다. 한국·중국·일본에 분포하며 산지의 습한 땅에서 자라는 여러해살이풀로 "노랑매미꽃","하청화" 라고도 한다.

## 생태
20–40 cm 정도까지 자라고, 줄기를 자르면 적황색 즙액이 나온다. 잎은 잔잎 여러 장이 깃 모양으로 달린 겹잎이다. 땅 속에서는 굵고 짧은 땅속줄기가 옆으로 뻗으면서 많은 뿌리를 내린다. 꽃은 4-5월에 원줄기 끝의 잎겨드랑이에서 나온 1-3개의 꽃줄기 끝에 한 송이씩 달린다. 꽃잎은 짙은 노란색을 띠며 모두 네 장이다. 열매에는 많은 씨가 들어 있다.

## 쓰임새
식물 전체를 약으로 쓰고 봄에 나물로 먹기도 한다. 독성이 강해 먹을 수 없다는 견해도 있다.

## 사진

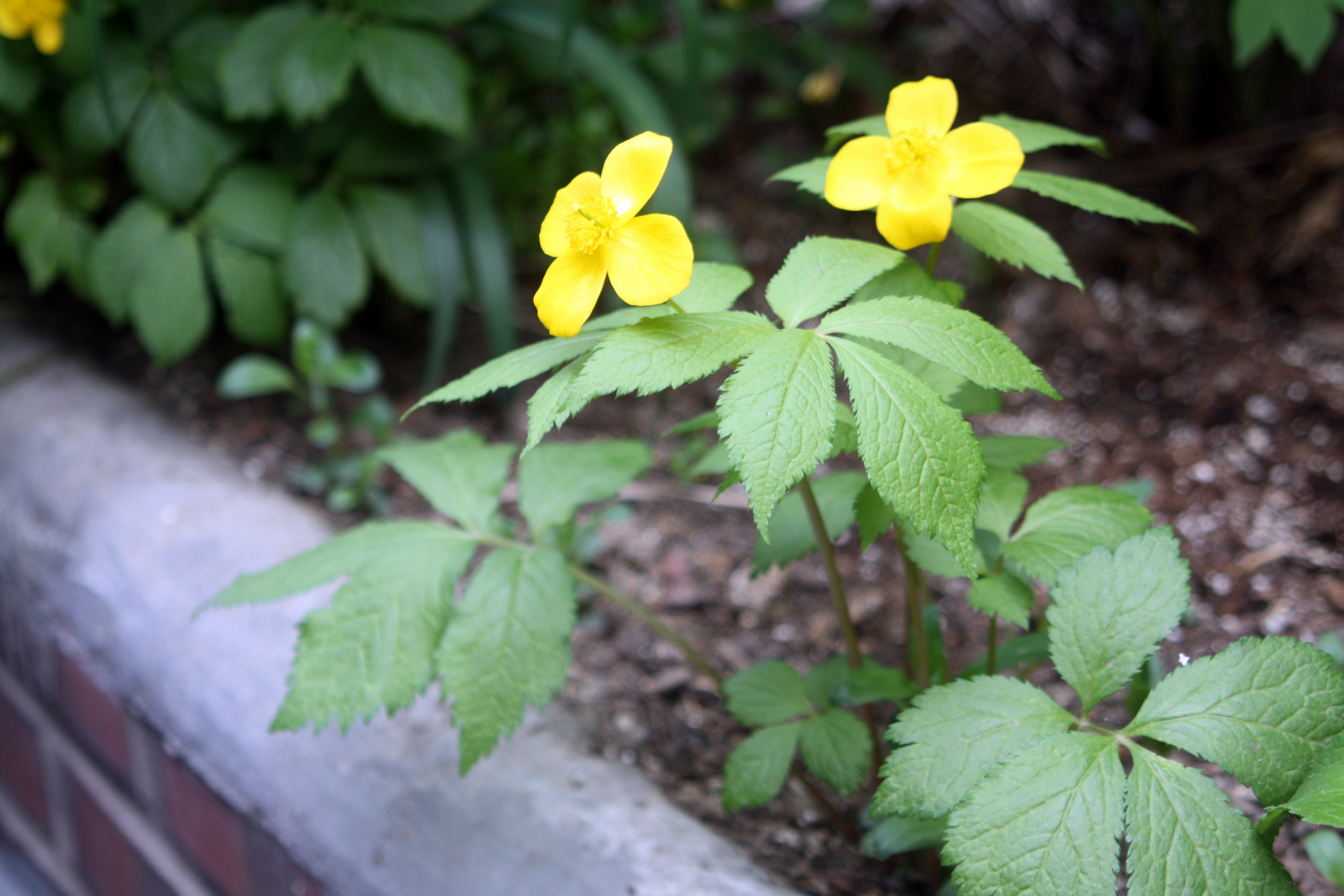
서울 회기동 주택가 화단에서
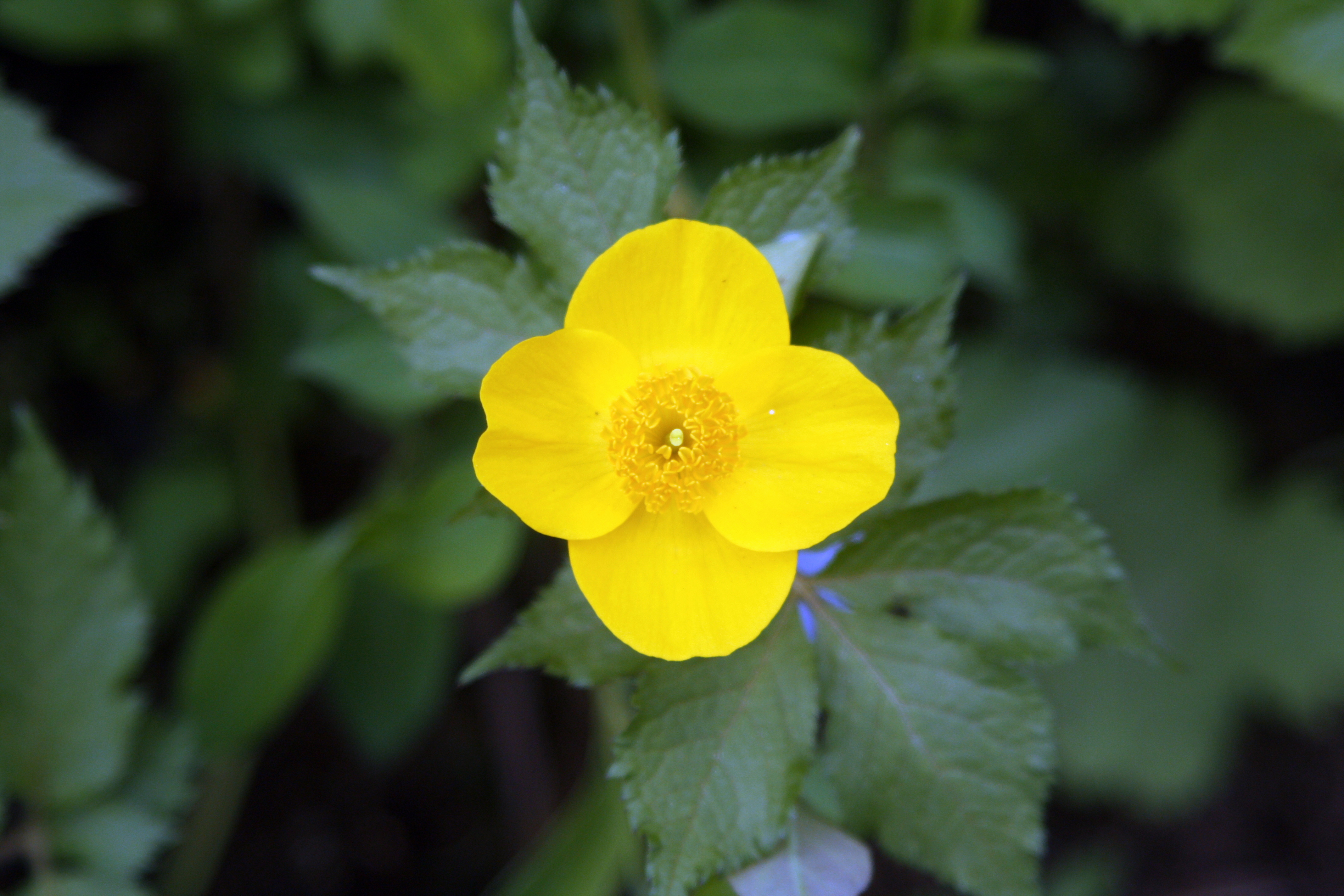
꽃 가까이